# Pakouabo
Pakouabo est une localité du Centre-Ouest de la Côte d'Ivoire et appartenant au département de Bouaflé, dans la Région de la Marahoué. La localité de Pakouabo est un chef-lieu de commune.